# Campeonato Africano Sub-17 de 1999
El Campeonato Africano Sub-17 de 1999 se llevó a cabo en Conakry, Guinea del 16 al 30 de mayo y contó con la participación de 8 selecciones infantiles de África provenientes de una fase eliminatoria.
Ghana venció en la final a Burkina Faso para ganar su segundó título de la categoría.

## Eliminatoria

### Ronda preliminar
| Equipo 1 | Agr.      | Equipo 2    | Ida   | Vuelta |
| -------- | --------- | ----------- | ----- | ------ |
| Namibia  | 1 – 4     | Suazilandia | 1 – 1 | 0 – 3  |
| Liberia  | 4 – 4 (a) | Togo        | 3 – 0 | 1 – 4  |
| Lesoto   | w/o       | Tanzania    | –     | –      |
| Malaui   | w/o       | Uganda      | –     | –      |
| Gabón    | w/o       | Burundi     | –     | –      |

### Primera ronda
| Equipo 1        | Agr.  | Equipo 2     | Ida   | Vuelta |
| --------------- | ----- | ------------ | ----- | ------ |
| Argelia         | 0 – 6 | Burkina Faso | 0 – 4 | 0 – 2  |
| Ghana           | 5 – 2 | Benín        | 4 – 1 | 1 – 1  |
| Túnez           | 3 – 1 | Libia        | 2 – 1 | 1 – 0  |
| Senegal         | 2 – 4 | Malí         | 2 – 1 | 0 – 3  |
| Zimbabue        | 5 – 2 | Lesoto       | 2 – 2 | 3 – 0  |
| Sudáfrica       | 7 – 3 | Suazilandia  | 5 – 1 | 2 – 2  |
| Nigeria         | 6 – 1 | Liberia      | 3 – 0 | 3 – 1  |
| Angola          | 1 – 0 | Botsuana     | 1 – 0 | 0 – 0  |
| Zambia          | 3 – 2 | Malaui       | 3 – 0 | 0 – 2  |
| Camerún         | 6 – 2 | Gabón        | 2 – 1 | 4 – 1  |
| Mozambique      | w/o   | Etiopía      | 0 – 1 | w/o    |
| Egipto          | w/o   | Sudán        | –     | –      |
| Marruecos       | w/o   | Mauritania   | –     | –      |
| Costa de Marfil | w/o   | Congo        | –     | –      |

### Segunda ronda
| Equipo 1        | Agr.            | Equipo 2     | Ida   | Vuelta |
| --------------- | --------------- | ------------ | ----- | ------ |
| Egipto          | 0 – 0 (p 2 – 3) | Burkina Faso | 0 – 0 | 0 – 0  |
| Ghana           | 8 – 0           | Benín        | 5 – 0 | 3 – 0  |
| Marruecos       | 1 – 3           | Malí         | 0 – 2 | 1 – 1  |
| Zimbabue        | 4 – 3           | Sudáfrica    | 1 – 2 | 3 – 1  |
| Etiopía         | 2 – 4           | Nigeria      | 2 – 2 | 0 – 2  |
| Angola          | 4 – 2           | Zambia       | 4 – 2 | 0 – 0  |
| Costa de Marfil | 0 – 3           | Camerún      | 0 – 1 | 0 – 2  |

## Fase de grupos
| Color                |
| -------------------- |
| Avanza a Semifinales |